# 吉田恒雄
吉田 恒雄（よしだ つねお、1949年 - ）は、日本の法学者。駿河台大学名誉教授。学長（第7代）。親族法・相続法が専門である。
早稲田大学非常勤講師、明星大学助教授・教授等を経て、駿河台大学教授。駿河台大学では、法学部長・副学長を経て 学長（第7代）を務めた。
認定特定非営利活動法人児童虐待防止ネットワーク理事長。

## 人物・来歴

### 学歴
- 早稲田大学法学部 ： 1968年4月 - 1972年3月
- 早稲田大学大学院法学研究科 ： 1972年4月 - 1974年3月
- 早稲田大学大学院法学研究科 博士後期課程 民事法学専攻 ： 1976年4月 - 1980年3月

### 職歴
- 明星大学人文学部経済学科専任講師 : 1980年4月 -
- 駿河台大学法学部教授 ： 1994年4月 -
- 駿河台大学学長（第7代） ： 2015年4月 - 2019年3月